# Sugidama

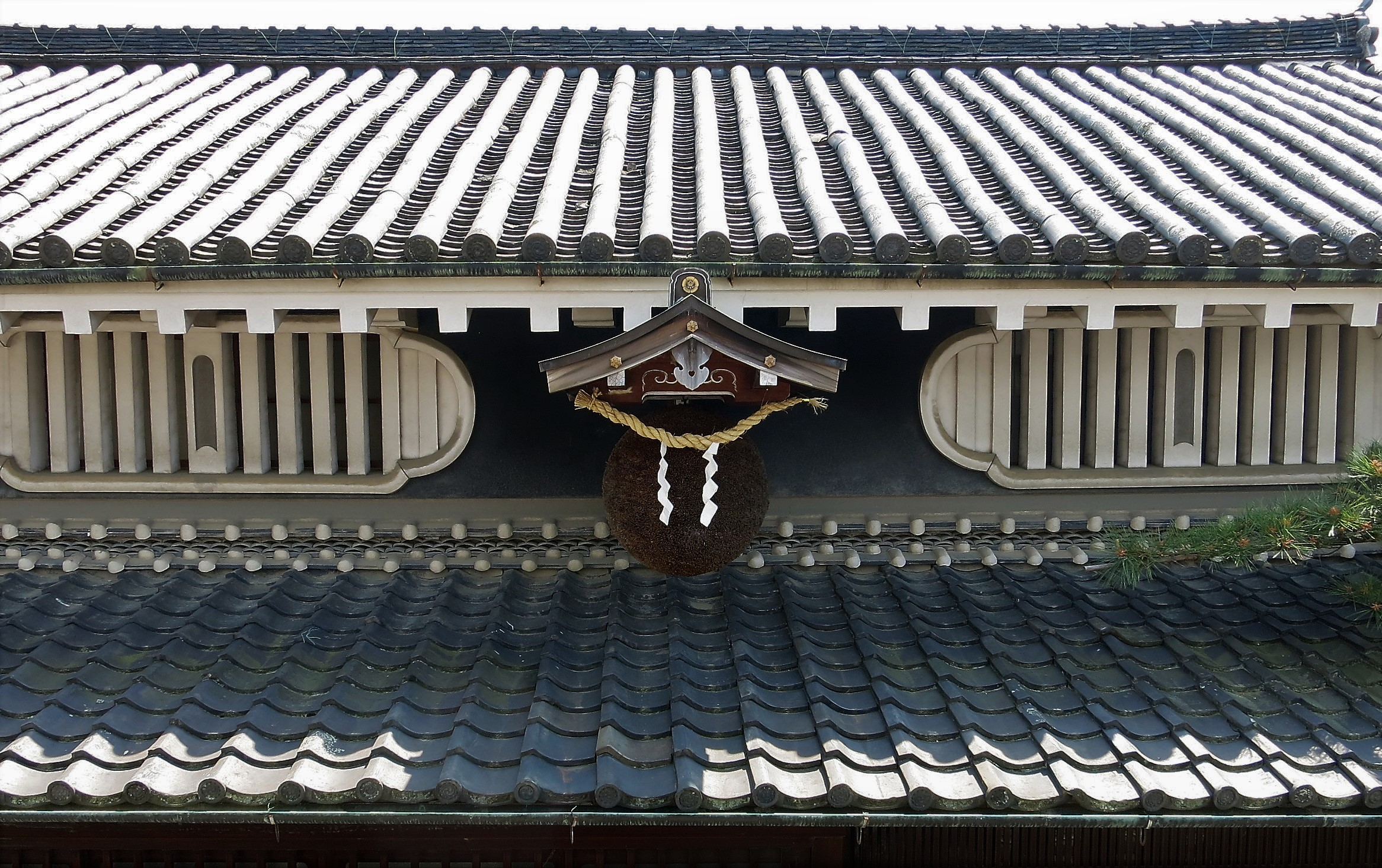
Sugidama accrochée à une brasserie de saké à Nara, le lieu de naissance des sugidama.

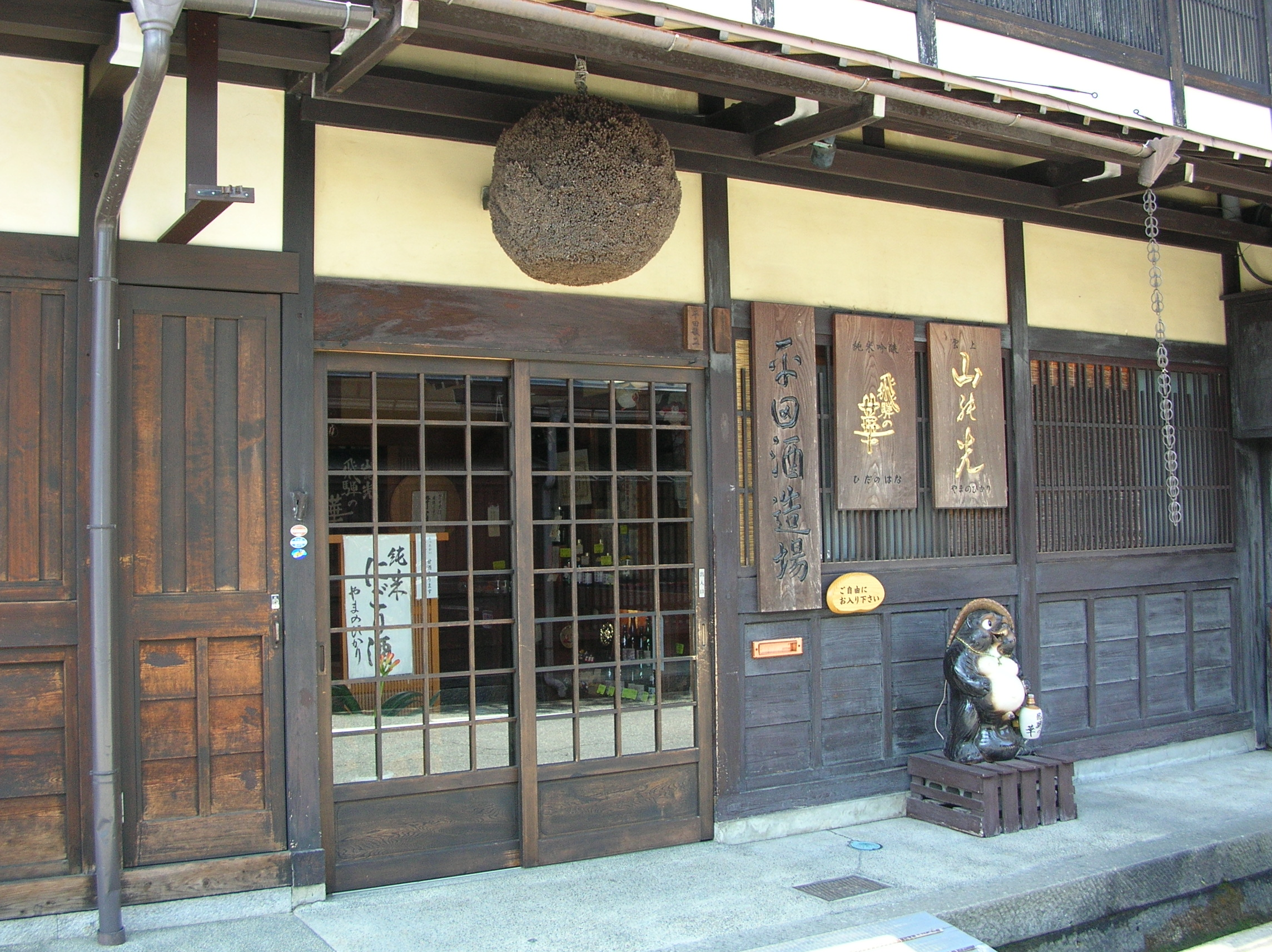
Une sugidama brune au-dessus de l'entrée d'une brasserie de saké à Takayama.

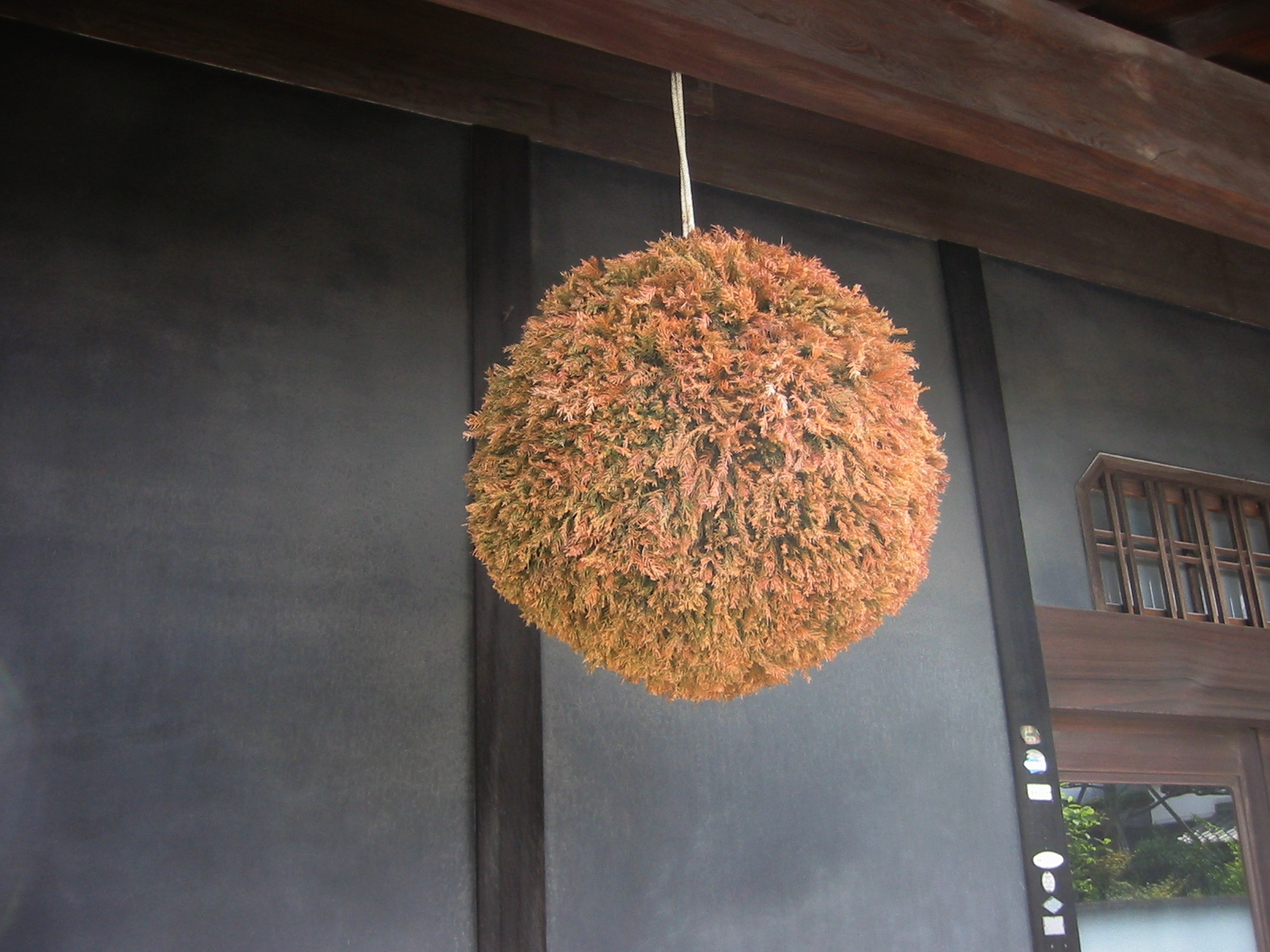
Sugidama.

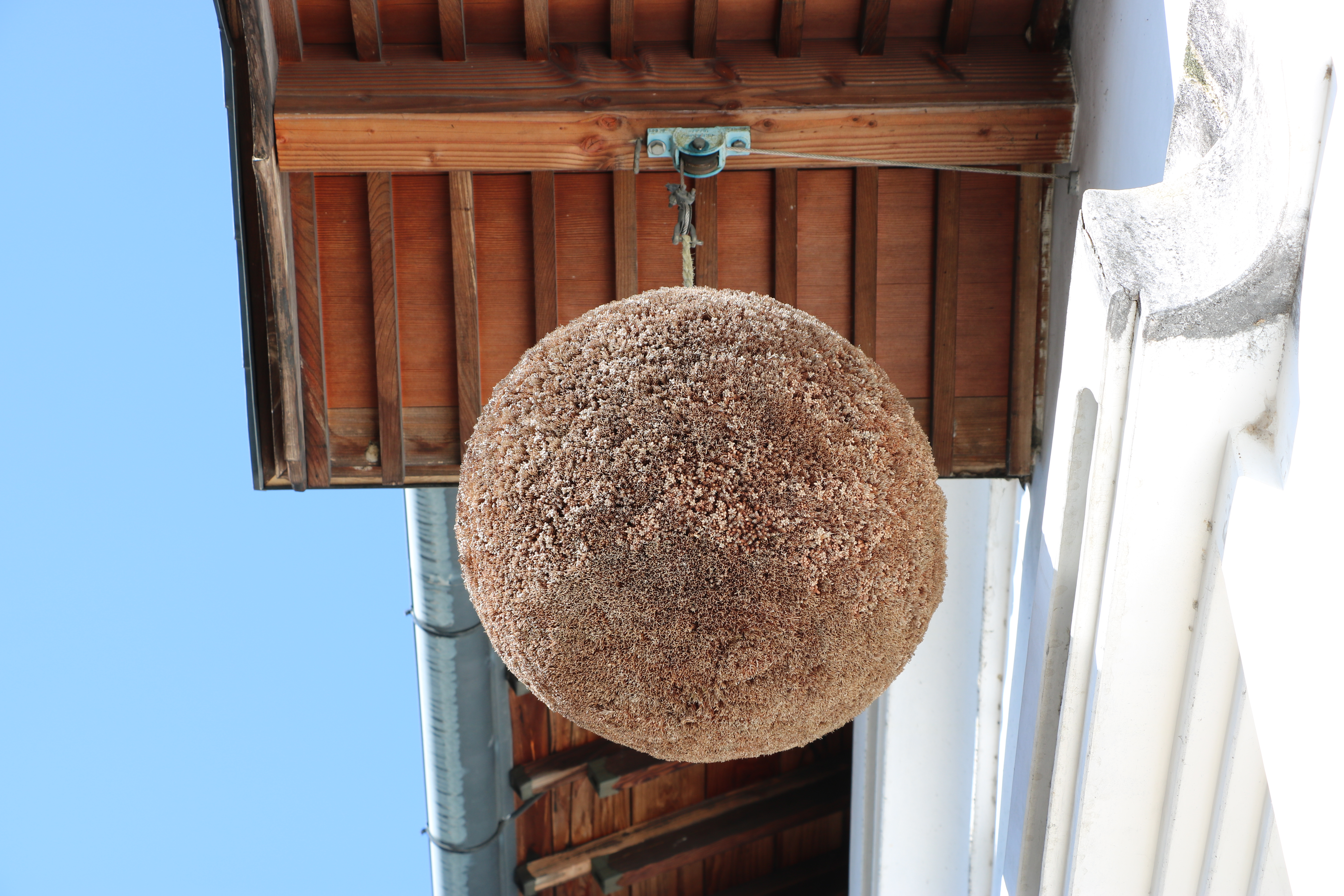
Sugidama suspendue（brasserie de saké Senjo).

Une sugidama ou sugitama (杉玉), parfois également dite sakebayashi, est une boule d'aiguilles de cèdre du Japon que les propriétaires de brasseries au Japon mettent au-dessus de l'entrée de leur établissement pour annoncer un nouveau tirage de saké.

## Histoire

### Origine
La tradition proviendrait du sanctuaire d'Oomiwa dans la préfecture de Nara, qui est dédié au dieu du saké. Au sanctuaire d'Oomiwa, une sugidama était exposée chaque année le 14 novembre avec le souhait de « faire du saké délicieux », et cette coutume s'est répandue dans les brasseries de saké du pays depuis le début de la période Edo. De nombreux cèdres du Japon poussent naturellement autour du mont Miwa, où se trouve le sanctuaire d'Oomiwa, et le cèdre (sugi) du mont Miwa est considéré comme sacré, on dit donc que des boules de cèdre à base de sugi ont été fabriquées,.

### De nos jours
À l'origine, il était d'usage de décorer avec des boules de cèdre en sugi du mont Miwa, mais de nos jours, les brasseries de saké des diverses régions fabriquent souvent les leurs ou demandent à un vendeur de les confectionner.
De nos jours, une sugidama peut être accrochée à l'extérieur des boutiques de saké de qualité et de restaurants qui se targuent d'une grande sélection de nihonshu (saké).

## Fonction et utilisation
Les fabricants de saké de Honshū, en particulier ceux de Nara d'où la tradition provient, suspendaient autrefois un sugidama vert frais en novembre ou décembre, juste après avoir pressé le saké fabriqué à partir de la nouvelle récolte de riz. Les clients savaient que quelques mois plus tard, lorsque le sugidama serait devenu complètement brun, le saké était prêt à boire.
La sugidama est généralement exposée de février à mars, saison des nouveaux sakés. La sugidama fraîchement accrochée est toujours luxuriante, mais finit par se faner et devient brunâtre. Le vert (février-juin) est la saison du saké neuf, le vert clair (début de l'été-été) est la saison du saké d'été, et le brun fané (vers l'automne) est la saison du hiyagoshi. Synchronisé, le changement de couleur de sugidama raconte également aux gens comment le nouveau saké a mûri.
Aujourd'hui, elle a tendance à être perçue comme une enseigne d'un magasin d'alcools, mais on dit qu'elle était à l'origine un hommage au dieu du saké.
Il existe également une croyance selon laquelle les feuilles de sugi sont suspendues parce qu'elles guérissent[pas clair] la détérioration du saké.

## Description
Une sugidama est formée avec des branches de cèdre du Japon (sugi) qui sont attachées ensemble et coupées en une forme sphérique. Ces boules sont suspendues à l'entrée de la brasserie lors de la fabrication d'un nouveau saké.

## Galerie

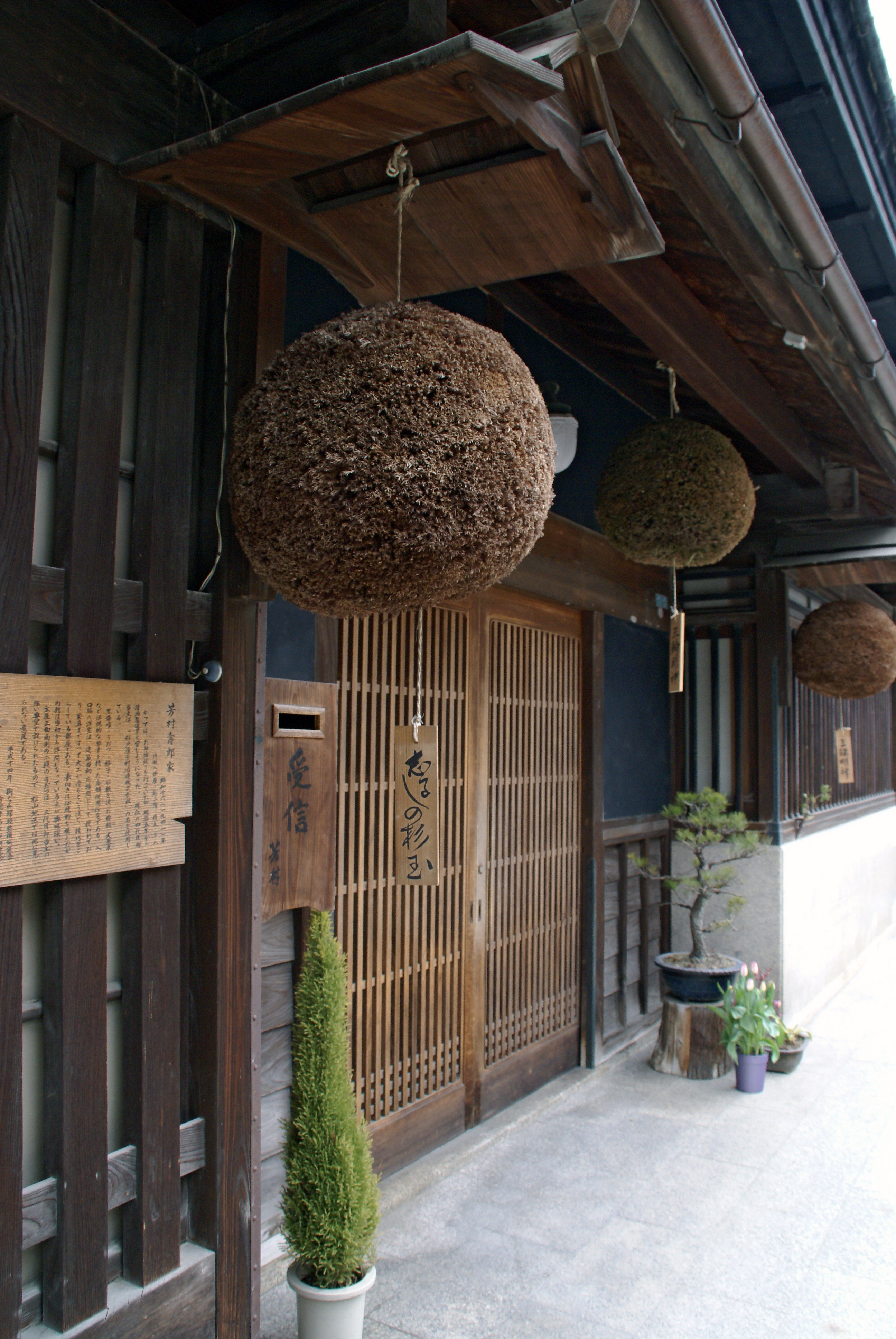
Sugidama à l'entrée d'une brasserie de saké.
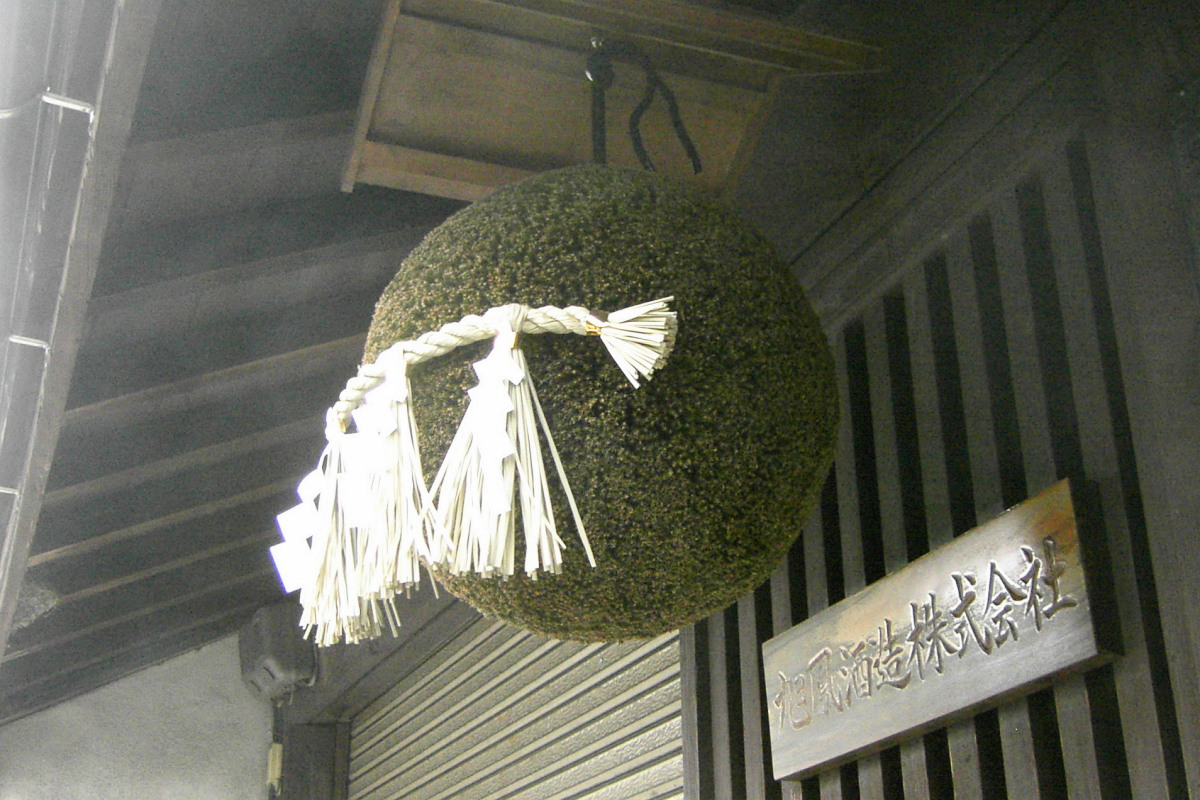
Sugidama avec shimenawa.
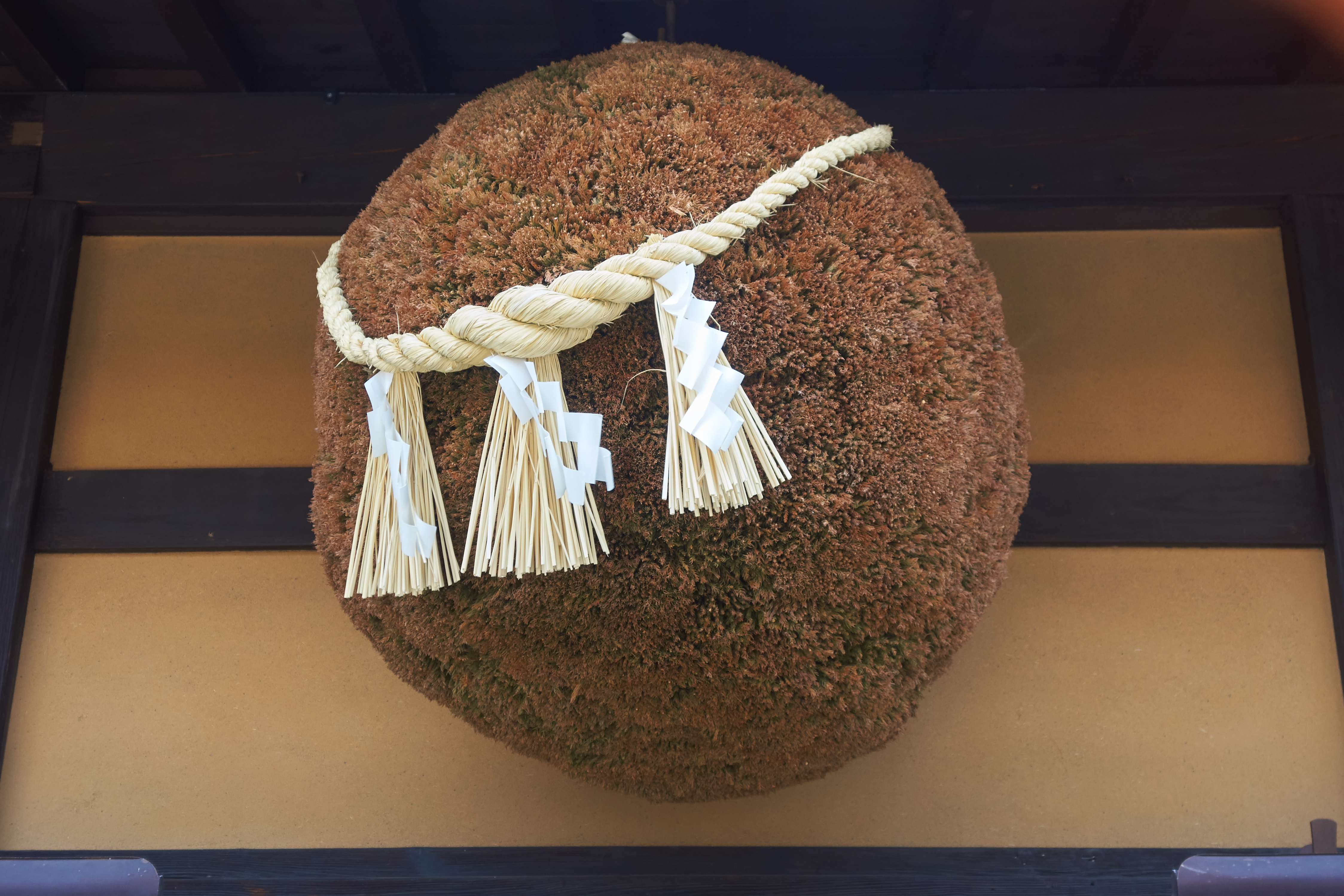
Sugidama avec shimenawa.
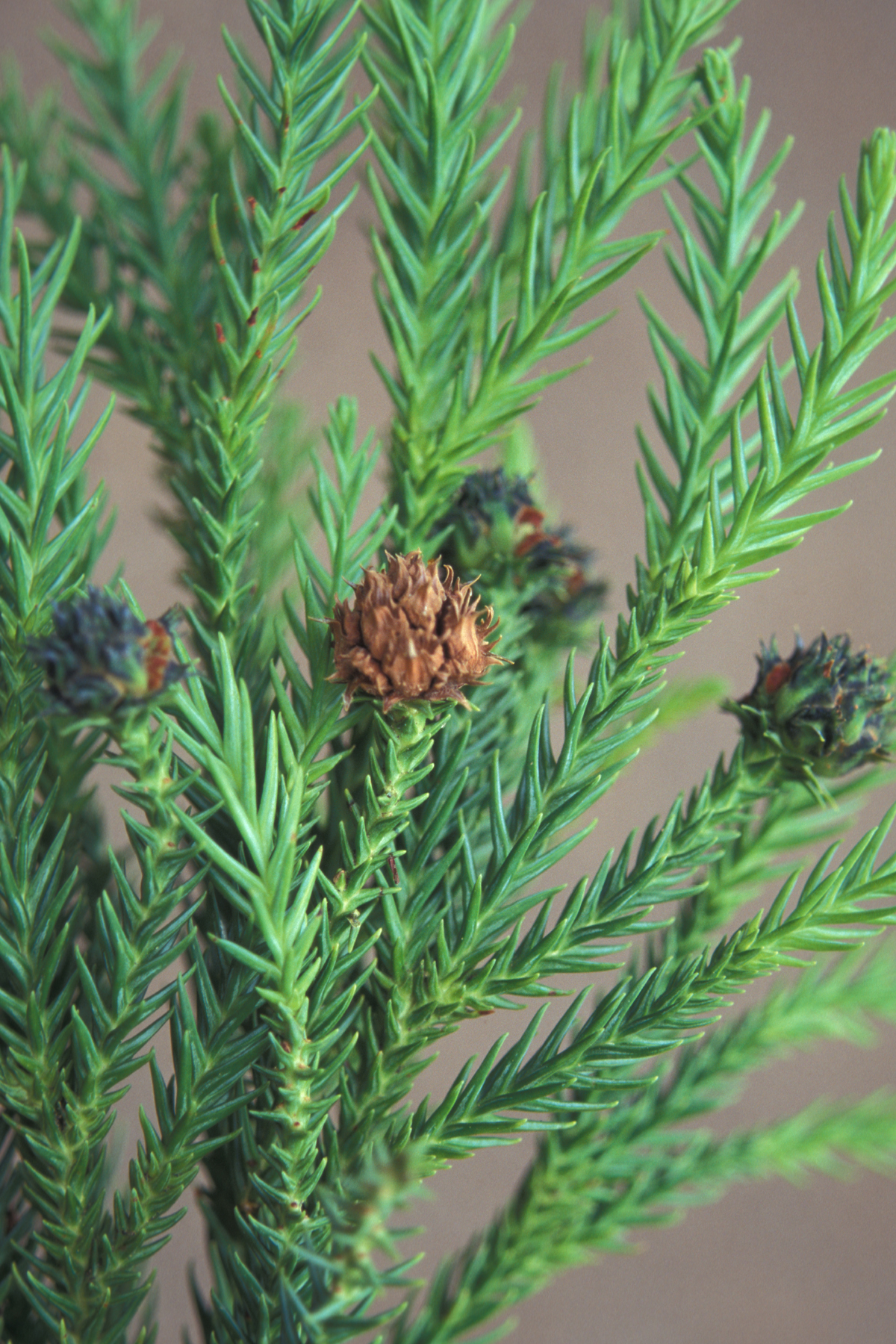
Branche de sapin faucille (sugi).